# Òpera de balades

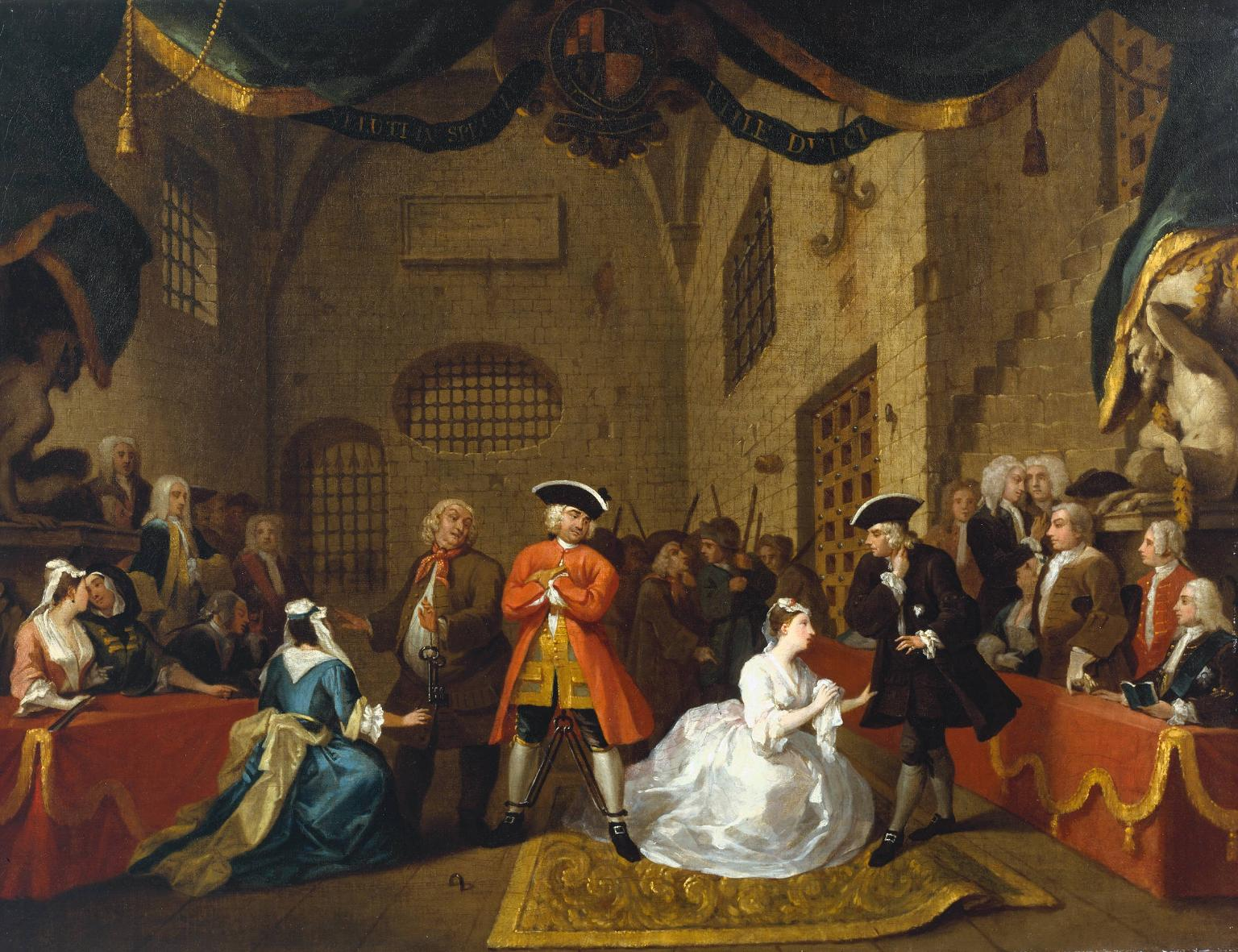
Pintura basada en The Beggar's Opera, acte 3, escena 2, de William Hogarth, c. 1728

L'òpera de balades és un gènere d'espectacle dramàtic anglès que es va originar a principis del segle XVIII i es va continuar desenvolupant al llarg dels segles posteriors. Com l'anterior comédie en vaudeville i el posterior Singspiel, la seva característica distintiva és l'ús de melodies d'estil popular (ja siguin preexistents o de nova composició) amb diàleg parlat. Aquestes obres angleses eren "òperes" principalment en la mesura que satiritzaven les convencions de l'opera seria importada. El crític musical Peter Gammond descriu l'òpera balada com "un pas important en l'emancipació tant de l'escenari musical com de la cançó popular".

## Primeres òperes de balades
L'òpera de balades s'ha qualificat de "protesta del segle XVIII contra la conquesta italiana de l'escena operística londinenca". Consisteix en diàlegs parlats en anglès i sovint satírics, intercalats amb cançons molt breus (sovint amb una sola estrofa curta i una tornada) per minimitzar les interrupcions en el flux de la història, que inclou personatges de classe baixa, sovint criminals, i mostra típicament una suspensió (o inversió) dels alts valors morals de l'òpera italiana de l'època.
Generalment s'accepta que la primera òpera de balades, i la que va tenir més èxit, fou The Beggar's Opera feta l'any 1728. Amb llibret de John Gay i música arranjada per Johann Christoph Pepusch, tots dos probablement van experimentar el teatre de vodevil a París, i podria haver estat un motiu per reproduir-lo en una forma anglesa. Possiblement també van ser influenciats per les burlesques i les obres musicals de Thomas D'Urfey (1653–1723) que tenia fama d'adaptar paraules noves a cançons existents. Una antologia popular d'aquestes obres escèniques es va publicar el 1700 i es va reeditar sovint. De fet, una sèrie de cançons d'aquesta antologia justament es van reciclar i incloure a The Beggar's Opera .
Després de l'èxit de The Beggar's Opera es van crear moltes peces semblants. L'actor Thomas Walker, que va interpretar Macheath a la producció original, va escriure diverses òperes de balades, i Gay va produir més obres d'aquest estil, inclosa una seqüela molt menys reeixida, Polly. Henry Fielding, Colley Cibber, Charles Coffey, Thomas Arne, Charles Dibdin, Arnold, Shield, Jackson d'Exeter, Hook i molts altres van produir òperes de balades que van gaudir d'una gran popularitat. A mitjans de segle, però, el gènere ja estava en declivi.
Tot i que representaven els sectors més baixos de la societat, el públic d'aquestes obres era típicament burgès de Londres. Com a reacció a l'opera seria (en aquesta època gairebé invariablement cantada en italià), la música, per a aquest públic, era tan satírica a la seva manera com les paraules de l'obra. Les mateixes obres contenien referències a la política contemporània: a The Beggar's Opera, el personatge Peachum era un burla de Sir Robert Walpole. Aquest element satíric va fer que molts d'ells s'arrisquessin a ser censurats i prohibits, com va ser el cas de la successora de Gay de The Beggar's Opera, Polly.
Les tonades de les òperes de balades primerenques eren gairebé totes preexistents (una mica a la manera d'un jukebox musical modern): tanmateix van ser duts des d'una varietat ampla de fonts contemporànies, incloent-hi melodies tradicionals (melodies folk), aires populars de compositors clàssics (com Purcell) i fins i tot les cançons infantils. Una font important de la que es va extreure la música fou el fons d'aires o tonades populars al que s'ajusten les balades londinenques del segle xviii. D'allà ve justament el terme "òpera de balades". Aquest conjunt de músiques preexistents és una bona prova per a distingir entre el tipus original d'òpera de balades i les seves formes posteriors. Moltes òperes de balades empraven les mateixes melodies, com Lillibullero, i cap al 1750 es va fer evident la necessitat d'incorporar-hi noves melodies. El 1762, Thomas Arneha va presentar Love in a Village, una forma nova d'òpera de balades, principalment amb música nova i molta menys dependència de les tonades tradicionals. Va ser seguit en aquesta moda per Charles Dibdinha Lionel and Clarissa el 1768.
The Disappointment (1762) representa un intent primerenc americà a l'estil òpera de balades.

## Connexió amb el Singspiel
El 1736 l'ambaixador de Prússia a Anglaterra va encarregar un arranjament en alemany d'una popular òpera de balades, The Devil to Pay, de Charles Coffey. Aquesta es va representar amb èxit a Hamburg, Leipzig i altres llocs d'Alemanya a la dècada de 1740. CF Weisse i Johann Adam Hiller van produir una nova versió el 1766. L'èxit d'aquesta versió va ser el primer de molts d'aquests col·laboradors, que han estat anomenats (segons el Grove Dictionary of Music and Musicians) "els pares del Singspiel alemany". La història de The Devil to Pay també va ser adaptada per Gluck per a la seva òpera francesa de 1759 Le diable à quatre.

## Òpera de balades pastoral
Un desenvolupament posterior, també conegut sovint com a òpera de balades, va ser una forma més "pastoral". En la temàtica, especialment, aquestes "òperes de balades" eren antitètiques a la varietat més satírica. En lloc de la barreja de música preexistent que es troba (per exemple) a The Beggar's Opera, les partitures d'aquestes obres consistien principalment en música original, encara que no poques vegades citaven melodies populars o les imitaven. Love in a Village de Thomas Arne i Isaac Bickerstaffe i Rosina (1781) de William Shield en són exemples típics. Moltes d'aquestes obres es van introduir com a peces posteriors a les representacions d'òperes italianes.
Més tard, durant el segle, comèdies com The Duenna de Richard Brinsley Sheridan i les innombrables obres de Charles Dibdin van moure la balança cap a l'estil original, però restava poc de l'impuls de l'òpera de balades satírica.

## Segle XIX
L'òpera anglesa del segle xix s'inspirava en gran manera en la forma "pastoral" de l'òpera de balades, i fins i tot es poden trobar rastres del tipus satíric en l'obra d'autors "seriosos" como John Barnett. Gran part de l'esperit satíric (tot i que de manera molt refinada) de l'òpera de balades original es pot trobar en la contribució de Gilbert a les òperes de Saboya de Gilbert i Sullivan, i la forma més pastoral de l'òpera de balades se satiritza en una de les primeres obres de Gilbert i Sullivan, The Sorcerer (1877). L'òpera de Balfe The Bohemian Girl (1843) és una de les poques òperes de balades britàniques del segle XX que va tenir reconeixement internacional.

## Segle XX
L'òpera de tres rals de Kurt Weill i Bertolt Brecht (1928) és una reelaboració de The Beggar's Opera, ambientant una història similar amb els mateixos personatges i que conté gran part de la mateixa mossegada satírica. D'altra banda, utilitza només una melodia de l'original, tota la resta de música va ser composta especialment per a la nova i, per tant, omet una de les característiques més distintives de l'òpera de balades original.
En una línia completament diferent, Hugh the Drover, una òpera en dos actes de Ralph Vaughan Williams posada en escena per primera vegada el 1924, també es coneix com a "òpera de balades". És evident que està molt més a prop de Rosina de William Shield que de The Beggar's Opera.
Al segle XX els cantants folk han produït obres de teatre musical amb cançons populars anomenades "òperes de balades". Alan Lomax, Pete Seeger, Burl Ives i altres van gravar The Martins and the Coys el 1944, i Peter Bellamy i altres van gravar The Transports el 1977. El primer títol està connectat d'alguna manera amb la forma "pastoral" de l'òpera de balades, i el segon amb el tipus satíric de The Beggar's Opera, però en conjunt representen encara més reinterpretacions del terme.
Irònicament, és en els musicals de Kander i Ebb —especialment Chicago i Cabaret— on probablement es conserva millor el tipus de sàtira que trobem a The Beggar's Opera i els seus successors immediats, tot i que aquí, com en la versió de Weill, la música està composta especialment, a diferència de les primeres òperes de balades del segle xviii.